# وسيط (تجارة)
الدَلال أو الوسيط التجاري أو السمسار (بالإنجليزية: Broker)‏ هو فرد أو هيئة وساطة مالية ترتب المعاملات والصفقات بين المشتري والبائع، ويحصل بالتالي على عمولة -متفق عليها مسبقا- عند إتمام الصفقة، وهو يختلف عن وكيل التأمين الذي ينوب عن شخص أصلي.